# Christian Bauer (développeur)
Pour les articles homonymes, voir Christian Bauer (homonymie) et Bauer.
Christian Bauer est l'un des développeurs principaux du projet Hibernate. Il est aussi le coauteur, avec Gavin King, de deux des livres de références sur l'utilisation de l'outil de mapping objet-relationnel :
- Java Persistence with Hibernate, Manning, 2006 ;
- Hibernate in Action, Manning, 2005.